# HMS Wessex (D43)
«Вессекс» (англ. HMS Wessex (D43) — військовий корабель, ескадрений міноносець «Адміралті» типу «W» Королівського військово-морського флоту Великої Британії за часів Першої та Другої світових війн.
«Вессекс» був закладений 23 травня 1917 року на верфі компанії Hawthorn Leslie and Company у Тайнсайді. 12 березня 1918 року він був спущений на воду, а 11 травня 1918 року увійшов до складу Королівських ВМС Великої Британії.
Корабель брав участь у бойових діях на морі в Першій та Другій світових війнах. У роки Другої світової переважно бився в Атлантиці, біля берегів Франції, Англії та Норвегії.
24 травня 1940 року корабель разом з французьким есмінцем «Шакал» був потоплений німецькою авіацією під час нальоту 40 Ju-87 I. та III./StG.2 на порт Кале.